# I negri
I negri è un atto unico di Jean Genet scritto nel 1958. 

## Trama
Un gruppo di uomini di colore si maschera da bianchi e allestisce una macabra cerimonia, una sorta di parodistico processo contro uno di loro, accusato di aver stuprato e assassinato una giovane "pallida". I neri che si fingono bianchi si rivolgono direttamente alla platea, esplicitando la propria vera identità di attori e cercando di rassicurare circa l'irrealtà della situazione rappresentata, ma vengono immediatamente smentiti da ciò che avviene in scena in quanto la recita dovrebbe servire a nascondere qualcosa che sta avvenendo dietro le quinte: l’uccisione di un Negro traditore.

## Poetica
Una sera un uomo di teatro mi chiese di scrivere una commedia per un gruppo di attori negri. Ma che cosa è poi un negro? E per prima cosa di che colore sono i negri? (Jean Genet)
Nelle note di prefazione, Genet specifica: Questa commedia scritta da un bianco, è destinata a un pubblico di bianchi. Nello sfortunato caso in cui venga rappresentata di fronte a un pubblico di neri, una persona bianca (maschio o femmina) dovrà ad ogni rappresentazione sedere in prima fila, vestito in maniera formale, in abito da cerimonia: gli attori reciteranno per questa persona. Un occhio di bue dovrà essere costantemente acceso su questo simbolico bianco. Se nessun bianco accetta di rivestire questo ruolo, all'ingresso saranno distribuite maschere da bianco a tutti gli spettatori neri. E se tutti i neri rifiutano di indossarla, si ricorrerà a un manichino.
Con questo testo, l'autore vuole denunciare gli abusi del potere e, più in generale, delle restrizioni e delle violenze che la società impone.
Ma alla fine, i Negri, rimasti soli, liberi davanti al loro destino, debbono rinunciare ai valori dei Bianchi sui quali fino a quel momento si è fondata la loro vita. Hanno dunque bisogno di una nuova lingua, che non sarà più imitazione dell’antica, ma invenzione, creazione. Il dramma del Nero attuale è per molti versi dovuto a questo dilemma: o accettare la lingua dei Bianchi, perpetuando in questo modo la propria inferiorità, o rifiutarla e trovarsi davanti a un vuoto linguistico che è il segno di un vuoto spirituale. Si tratta del problema del razzismo e, più in generale, di quello della differenza.